# 阿伦斯巴赫
阿伦斯巴赫是德国巴登-符腾堡州的一个市镇。总面积26.54平方公里，总人口7084人，其中男性3275人，女性3809人（2011年12月31日），人口密度267人/平方公里。